# Лепина
Лепина́ (фр. Lépinas, окс. L’Espinaç) — коммуна во Франции, находится в регионе Лимузен. Департамент коммуны — Крёз. Входит в состав кантона Аэн. Округ коммуны — Гере.
Код INSEE коммуны — 23107.

## Население
Население коммуны на 2010 год составляло 171 человек.
| 1962 | 1968 | 1975 | 1982 | 1990 | 1999 | 2010 |
| ---- | ---- | ---- | ---- | ---- | ---- | ---- |
| 343  | 306  | 269  | 231  | 225  | 191  | 171  |

## Экономика
В 2010 году среди 99 человек трудоспособного возраста (15—64 лет) 67 были экономически активными, 32 — неактивными (показатель активности — 67,7 %, в 1999 году было 66,7 %). Из 67 активных жителей работали 59 человек (35 мужчин и 24 женщины), безработных было 8 (4 мужчины и 4 женщины). Среди 32 неактивных 4 человека были учениками или студентами, 19 — пенсионерами, 9 были неактивными по другим причинам.